# Heterogonium subaequale
Heterogonium subaequale là một loài thực vật có mạch trong họ Dryopteridaceae. Loài này được (Rosenst.) Holttum miêu tả khoa học đầu tiên năm 1955.